# تاكاهي
التاكاهي أو ماووري (بالإنجليزية: Notornis mantelli hochstetteri)‏ طائر لا يوجد إلا في نيوزيلندا، طائر بحجم الدجاجة تقريباً, له منقار أحمر شبيه بمنقار الببغاء، وريشه أرجواني مائل إلي الزرقة، وهو طائر لا يطير.
تقضي هذه الطيور معظم أيام السنة في مرتفعات سلسلتي جبال مورشيسون وكلير في نيوزيلندا. هنالك أعداد قليلة من هذا الطائر بعضها يعيش في بعض الحدائق العامة.
وتذكر دائرة معارف الطيور المصورة أن هذا الطير الكبير (طوله حوالي 63 سم) شهد انخفاضاً مروعاً في أعداده في وجه منافسة وضراوة الحيوانات التي جاءت من مناطق أخرى. وعلي الرغم من تربية هذه الطيور في أَسر فهو لا يزال نوعاً مهدداً بالانقراض. وتذكر أيضاً دائرة معارف الطيور المصورة أنه يقتات علي الرؤوس الحاملة للبذور في النبتة والأجزاء السفلى الغضة من الأعشاب.

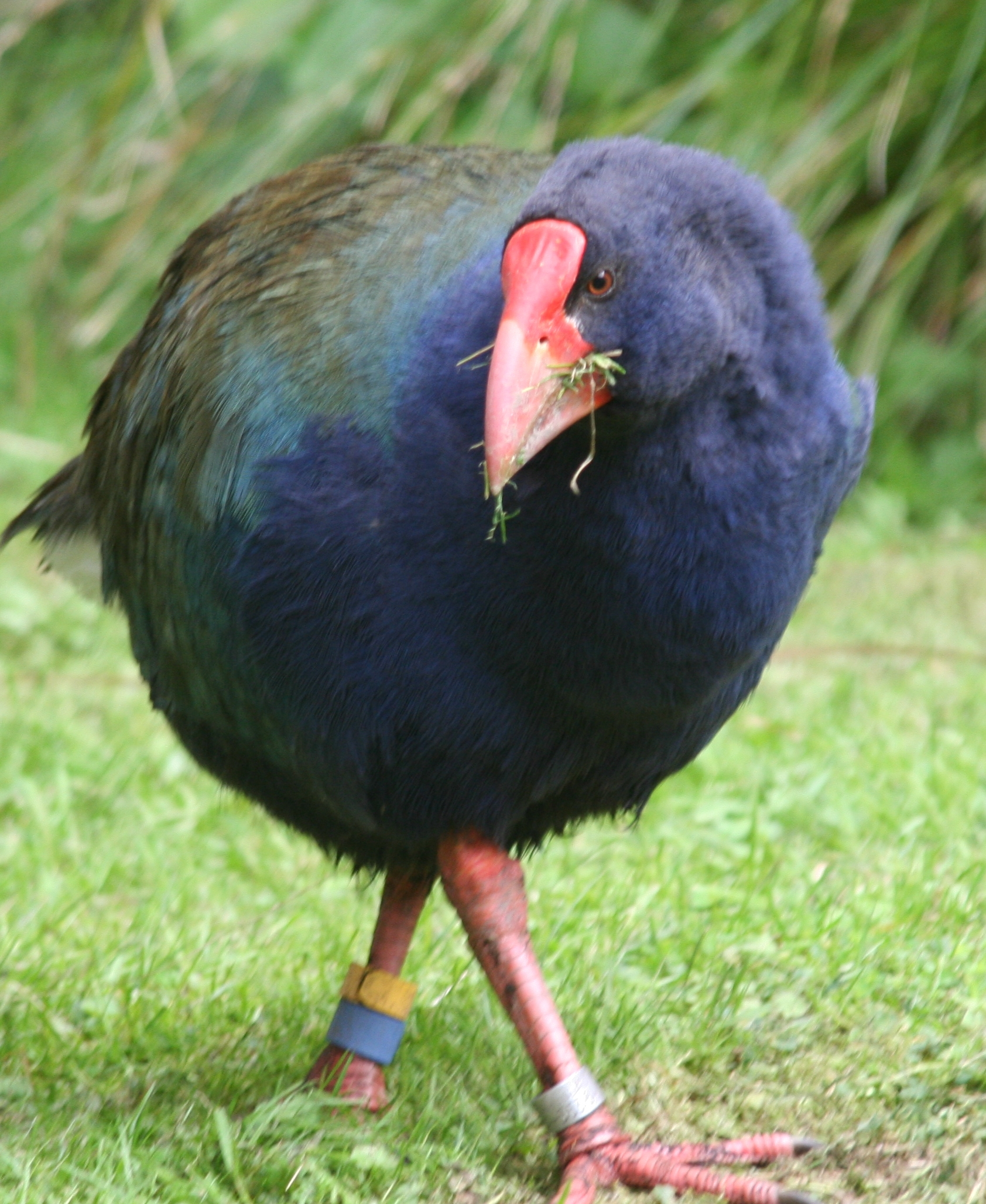
طائر التاكاهي